# Варгашинський район
Варгаши́нський район (рос. Варгашинский район) — адміністративна одиниця Курганської області Російської Федерації.
Адміністративний центр — селище міського типу Варгаші.

## Населення
Населення району становить 18857 осіб (2017; 19919 у 2010, 23255 у 2002).

## Адміністративно-територіальний поділ
На території району 1 міське поселення та 4 сільських поселення:
| Поселення                     | Площа, км² | Населення, осіб (2002) | Населення, осіб (2010) | Населення, осіб (2017) | Центр           | Населені пункти |
| ----------------------------- | ---------- | ---------------------- | ---------------------- | ---------------------- | --------------- | --------------- |
| Варгашинська селищна рада     | 1182,99    | 13902                  | 12629                  | 12480                  | Варгаші (смт)   | 21              |
| Верхньосуєрська сільська рада | 528,86     | 2616                   | 2199                   | 1937                   | Верхньосуєрське | 11              |
| Мостовська сільська рада      | 396,77     | 2940                   | 2421                   | 2159                   | Мостовське      | 8               |
| Південна сільська рада        | 677,31     | 2545                   | 1769                   | 1428                   | Дубровне        | 8               |
| Шастовська сільська рада      | 195,93     | 1089                   | 901                    | 842                    | Шастово         | 5               |

- 20 вересня 2018 року 5 південних сільських рад — Дубровинська сільська рада, Дундінська сільська рада, Медвежівська сільська рада, Спірнівська сільська рада та Строєвська сільська рада — були об'єднані в одну Південну сільську раду[5].
- 18 січня 2019 року були ліквідовані Барашковська сільська рада, Варгашинська сільська рада, Лихачівська сільська рада, Пичугинська сільська рада, Поповська сільська рада та Сичовська сільська рада, а їхні території увійшли до складу Варгашинської селищної ради[6].
- 4 березня 2020 року була ліквідована Уральська сільська рада, її територія увійшла до складу Мостовської сільської ради[7]; були ліквідовані Ошурковська сільська рада, Просіковська сільська рада та Терпуговська сільська рада, їхні території увійшли до складу Верхньосуєрської сільської ради[8].

## Найбільші населені пункти
| №  | Населений пункт  | Населення, осіб (2002) | Населення, осіб (2010) |
| -- | ---------------- | ---------------------- | ---------------------- |
| 1  | Варгаші (смт)    | 9 795                  | 9 254                  |
| 2  | Мостовське       | 1 722                  | 1 544                  |
| 3  | Пичугино         | 804                    | 758                    |
| 4  | Верхньосуєрське  | 716                    | 632                    |
| 5  | Варгаші (село)   | 579                    | 515                    |
| 6  | Лихачі           | 630                    | 498                    |
| 7  | Барашково        | 503                    | 451                    |
| 8  | Дубровне         | 569                    | 444                    |
| 9  | Велике Просіково | 508                    | 440                    |
| 10 | Яблучне          | 459                    | 366                    |